# Jacques Godin

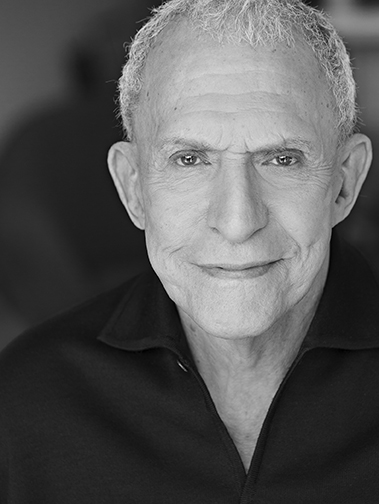
Jacques Godin (2017)

Jacques Godin (* 14. September 1930 in Montreal, Quebec; † 26. Oktober 2020 ebenda) war ein kanadischer Schauspieler.

## Karriere
Der gebürtige Frankokanadier trat im Laufe seines Berufslebens in mehr als 60 Theaterstücken auf; außerdem spielte er in rund 90 Film- und Fernsehprojekten, vorwiegend französischsprachigen Produktionen, mit. Eine seiner im deutschen Sprachraum bekanntesten Rollen ist die des Piraten Israel Hands im Mehrteiler Die Schatzinsel von 1966. 1973 wurde er für seine Hauptrolle in der Tragikomödie O.K. ... Laliberté mit dem Canadian Film Award als bester Hauptdarsteller ausgezeichnet. 1992 war Godin für seine Co-Hauptrolle als Polizeiinspektor in dem kanadischen Filmdrama Being at Home with Claude für einen Genie Award nominiert.
Im Juni 2017 wurde Godin als Ritter des Ordre national du Québec ausgezeichnet.
Godin starb am 26. Oktober 2020 in seiner Heimatstadt Montreal im Alter von 90 Jahren an den Folgen eines Herzanfalls.

## Filmografie (Auswahl)
- 1954: 14, rue de Galais
- 1955: Cap-aux-sorciers
- 1956: Le Retour
- 1957: Radisson
- 1958: Le Courrier du roy
- 1962: Les Enquêtes Jobidon
- 1963: Ti-Jean caribou
- 1964: Das Glück des Ginger Coffey (The Luck of Ginger Coffey)
- 1965: Septième nord
- 1965: Mission of Fear
- 1965: Pas de vacances pour les idoles
- 1966: Die Schatzinsel
- 1968: Les Martin
- 1970: Mont-Joye
- 1970: Le Gardien
- 1971: Des souris et des hommes
- 1972: Et du fils
- 1973: Mademoiselle Julie
- 1973: La Dernière neige
- 1973: The Pyx
- 1973: O.K. ... Laliberté
- 1974: Par le sang des autres
- 1976: The Man Inside
- 1977: One Man
- 1979: Allein zu zweit
- 1980: Belle et Sébastien
- 1980: Aéroport: Jeux du hasard
- 1981: Yesterday
- 1981: The Amateur
- 1982: Beyond Forty
- 1984: Un amour de quartier
- 1984: Mario
- 1986: Henri
- 1986: Equinoxe
- 1986: Intimate Power
- 1988: Gaspard et fil$
- 1989: Salut Victor
- 1990: Frontière du crime
- 1991: Alisée
- 1992: Montréal P.Q.
- 1992: Being at Home with Claude
- 1993: La charge de l'original épormyable
- 1993: Maria des Eaux-Vives
- 1996: Jasmine
- 1996: Innocence
- 1996: La nuit du déluge
- 1997: Sous le signe du lion
- 1997: Lobby
- 1997: La Conciergerie
- 2000: Chartrand et Simonne
- 2000: Monsieur, monsieur
- 2001: Si la tendance se maintient
- 2003: Grande Ourse
- 2003: Nez rouge
- 2004: The Last Casino
- 2005: Hunt for Justice
- 2009: La Donation
- 2009: Une belle mort
- 2010: La dernière fugue
- 2010: Day Before Yesterday
- 2014–2015: Mémoires vives